# セーラム (重巡洋艦)
| USS Salem (CA-139) |                                                                                           |
| 艦歴               |                                                                                           |
| 発注:              | 1943年6月14日                                                                             |
| 起工:              | 1945年7月4日                                                                              |
| 進水:              | 1947年3月25日                                                                             |
| 就役:              | 1949年5月14日                                                                             |
| 退役:              | 1959年1月30日                                                                             |
| 除籍:              | 1991年12月7日                                                                             |
| その後:            | 1994年に博物艦船として公開                                                                |
| 性能諸元           |                                                                                           |
| 排水量:            | 17,000 トン                                                                               |
| 全長:              | 717 ft                                                                                    |
| 全幅:              | 77 ft                                                                                     |
| 吃水:              | 26 ft                                                                                     |
| 機関:              | ゼネラル・エレクトリック・タービン、4缶、4軸推進、120,000 shp                             |
| 最大速:            | 33ノット                                                                                  |
| 航続距離:          | 10,500 海里（15ノット時）                                                                 |
| 兵員:              | 士官、兵員1,738名                                                                         |
| 兵装:              | 55口径203mm3連装砲 3基9門 38口径127mm連装砲 6基12門 50口径76mm連装砲 10基20門 20mm機銃8基 |
| 艦載機:            | ヘリコプター2機                                                                           |

セーラム(USS Salem, CA-139)は、アメリカ海軍の重巡洋艦。デモイン級重巡洋艦の2番艦。艦名はマサチューセッツ州、ニュージャージー州、オハイオ州、オレゴン州に存在するセーラムに因む。その名を持つ艦としては3隻目。

## 艦歴
セーラムはマサチューセッツ州クインシーのベスレヘム・スチール社、フォアリバー造船所で1945年7月4日に起工する。1947年3月25日にメアリー・G・コッフィーによって命名、進水し、1949年5月14日に艦長J・C・ダニエル大佐の指揮下就役した。セーラムの主砲は、世界初の自動装填砲であり、（袋詰めの装薬に代えて）ケースに入った装薬を初めて使用した。
1949年7月4日にマサチューセッツ州セーラムを訪問した後、セーラムはグアンタナモ湾で7月から10月にかけて3ヶ月の整調を行い、その後ボストン海軍工廠で整調後の補修を行う。11月、12月と2度の巡航をグアンタナモ湾で行い、1950年の初めに大西洋艦隊と共に艦隊演習を行った。
セーラムは1950年5月3日に東海岸を出航し、5月17日にニューポート・ニューズ (USS Newport News, CA-148) と交代して地中海の第6艦隊旗艦となる。地中海での艦隊旗艦として配備に就いたセーラムは、イタリアのマルタ、フランス、ギリシャ、トルコ、レバノン、アルジェリアを訪れ、訓練演習に参加した。9月22日にセーラムはニューポート・ニューズと交代して帰国の途に就く。
3週間後にボストンでセーラムは演習のために大西洋艦隊へ合流した。1951年1月3日、グアンタナモ湾での6週間の集中砲術訓練に向かう。セーラムはバーミューダ沖で訓練を完了し、3月20日に第6艦隊旗艦としてニューポート・ニューズと交代するため地中海へ向けて出航した。9月19日にセーラムはデモイン (USS Des Moines, CA-134) と交代し、ボストンでの4ヶ月間のオーバーホールのため帰国する。
作業が完了すると1952年2月1日にグアンタナモ湾で回復訓練のために巡航し、3月29日に小修理のためにボストンへ帰還した。4月19日にセーラムは3度目の地中海配備に向かい、4月28日にアルジェでニューポート・ニューズと交代した。港湾訪問および訓練を行ったあと、セーラムは多国籍演習「ビーハイヴ II (Beehive II)」に参加する。同演習にはアメリカ、イギリス、イタリア、フランス、ギリシャの各海軍が参加した。セーラムは9月29日に再びデモインと交代し、10月9日にボストンに到着した。
4ヶ月間の沿岸訓練後、セーラムは1953年1月24日にグアンタナモ湾へ訓練のため出航した。2月27日にボストンへ帰還し、4月17日に再び地中海へ向けて出航し、ニューポート・ニューズと旗艦任務を交代する。4度目の地中海配備は演習「Weldfest」への参加および地震で被害を受けたイオニア諸島への救援任務で費やされた。セーラムは被災地に到着した初のアメリカ艦艇となり、8月13日から4日後にストックが無くなるまで救援物資の供出および援助を行った。10月9日に旗艦任務をデモインと交代し、10月24日にボストンに帰還、オーバーホールのためドック入りする。
1954年2月6日、セーラムはグアンタナモ湾へ再び出航し、回復訓練を行った後4月7日に帰還した。セーラムは4月30日にボストンを出航し、5月12日に地中海に到着、再び第6艦隊旗艦となる。9月22日にリスボンでデモインと旗艦任務を交代し、セーラムは9月29日にボストンへ帰還した。10月および11月には大西洋艦隊の対抗演習に参加した。
1955年1月19日から2月22日までセーラムは訓練のためにグアンタナモ湾へ恒例の巡航を行う。2週間の予備役兵訓練巡航後、5月2日に地中海に向けて出航し、5月19日にニューポート・ニューズと任務を交代した。6度目の地中海配備の間に、セーラムはNATOの演習およびフランス海軍との合同演習に参加した。同演習時にはトーマス・S・ゲイツ海軍長官がオブザーバーとして乗艦した。セーラムは9月23日にバルセロナを出発し、1955年10月2日にボストンに帰還、4ヶ月のオーバーホールに入る。
オーバーホールが完了するとセーラムは1958年2月16日にボストンを出航しグアンタナモ湾で訓練を行う。4月5日にボストンに帰還し、5月1日にヴィルフランシュ＝シュル＝メールを母港とする第6艦隊司令官旗艦として地中海に向けて出航した。航海の途中でスエズ危機が発生し、セーラムはロドス島へ向かい、5月14日に艦隊に合流、旗艦任務に就く。セーラムは6月半ばまで地中海東部に留まり、その後イスラエルの侵攻が始まった10月30日に地中海に戻った。1957年の4月と8月の二度、第6艦隊はヨルダンへ支援を行う。セーラムは1958年6月26日に地中海を離れ、7月4日にノーフォークに到着した。
セーラムは地中海から帰還すると不活性化が行われる予定であった。しかし1958年8月15日にレバノンのシャムーン大統領による暴動鎮圧の支援要請が行われたため、不活性化は延期された。セーラムはノーザンプトン (USS Northampton, CLC-1) と8月11日に第2艦隊（United States Second Fleet）旗艦任務を交代し、9月2日にノーフォークを出航、10日間の地中海巡航でオーガスタ湾およびバルセロナを訪問、9月30日にノーフォークに帰還した。10月7日に不活性化のためノーフォーク海軍工廠入りし、第2艦隊司令官は10月25日に下艦した。1959年1月30日に退役し、セーラムは大西洋予備役艦隊入りしフィラデルフィア海軍造船所で保管された。

### 博物館船として
1994年10月にセーラムはマサチューセッツ州クインシーに帰還し、博物館船として公開された。現在はアメリカ海軍・造船博物館の一部として、またニューポート・ニューズ博物館、アメリカ海軍巡洋艦乗組員協会博物館、アメリカ海軍シールズ展示室が艦内に展示される。

## 登場作品
『戦艦シュペー号の最後』
作中にて、ドイッチュラント級装甲艦「アドミラル・グラーフ・シュペー」として登場する。